# Grigorij Griszko
Grigorij Jelisiejewicz Griszko (ros. Григорий Елисеевич Гришко, ur. 12 stycznia?/25 stycznia 1906 w Wełykofedoriwce w guberni chersońskiej, zm. 9 lutego 1959 w Kijowie) – radziecki i  polityk i wojskowy narodowości ukraińskiej, generał major służby intendenckiej.

## Życiorys
W latach 1928–1936 studiował w Odeskim Instytucie Rolniczym, na którym następnie był wykładowcą, od 1932 w WKP(b), 1936–1937 kontroler odpowiedzialny Komisji Kontroli Partyjnej przy KC WKP(b) na obwód odeski. Od 1937 do listopada 1939 szef obwodowego oddziału rolniczego w Mikołajowie, od listopada 1939 do 1941 przewodniczący Komitetu Wykonawczego Wołyńskiej Rady Obwodowej, w latach 1941–1942 pełnomocnik KC KP(b)U ds. przedsięwzięcia środków obronnych w Kijowie i Charkowie.
Od sierpnia do 22 października 1942 członek Rady Wojskowej 4 Armii Pancernej w stopniu komisarza brygadowego, od 22 października 1942 do 1946 członek Rady Wojskowej 65 Armii/7 Armii Zmechanizowanej ds. tyłów, od 6 grudnia 1942 w stopniu komisarza pułkowego, a od 11 lipca 1945 generał major służby intendenckiej.
Od maja 1946 do stycznia 1949 przewodniczący Komitetu Wykonawczego Rady Obwodowej w Tarnopolu, od 3 stycznia 1949 do marca 1951 I sekretarz Komitetu Obwodowego KP(b)U w Chersoniu, od 28 stycznia 1949 do śmierci członek KC KP(b)U/KPU. Od 3 marca 1951 do 23 września 1952 sekretarz KC KP(b)U i członek Biura Organizacyjnego KC KP(b)U, od września 1952 do lutego 1957 I sekretarz Komitetu Obwodowego KP(b)U/KPU w Kijowie. Od 27 września 1952 do 4 grudnia 1957 zastępca członka Biura Politycznego KC KP(b)U/KPU, od 14 października 1952 do 14 lutego 1956 członek Centralnej Komisji Rewizyjnej KPZR, od 25 lutego 1956 do śmierci zastępca członka KC KPZR, od lutego 1957 inspektor KC KPU. Deputowany do Rady Najwyższej ZSRR od 2 do 5 kadencji.

## Odznaczenia
- Order Lenina (czterokrotnie)
- Order Czerwonego Sztandaru Pracy (trzykrotnie)
- Order Wojny Ojczyźnianej I klasy
- Krzyż Złoty Orderu Virtuti Militari (PRL)